# (13181) Pénélée
(13181) Pénélée, désignation internationale (13181) Peneleos, est un astéroïde troyen jovien.

## Description
(13181) Pénélée est un astéroïde troyen jovien, camp grec, c'est-à-dire situé au point de Lagrange L4 du système Soleil-Jupiter. Il présente une orbite caractérisée par un demi-grand axe de 5,215 UA, une excentricité de 0,137 et une inclinaison de 2,5° par rapport à l'écliptique.
Il est nommé en référence au personnage de la mythologie grecque Pénélée, acteur du conflit légendaire de la guerre de Troie.

## Compléments